# Amphion

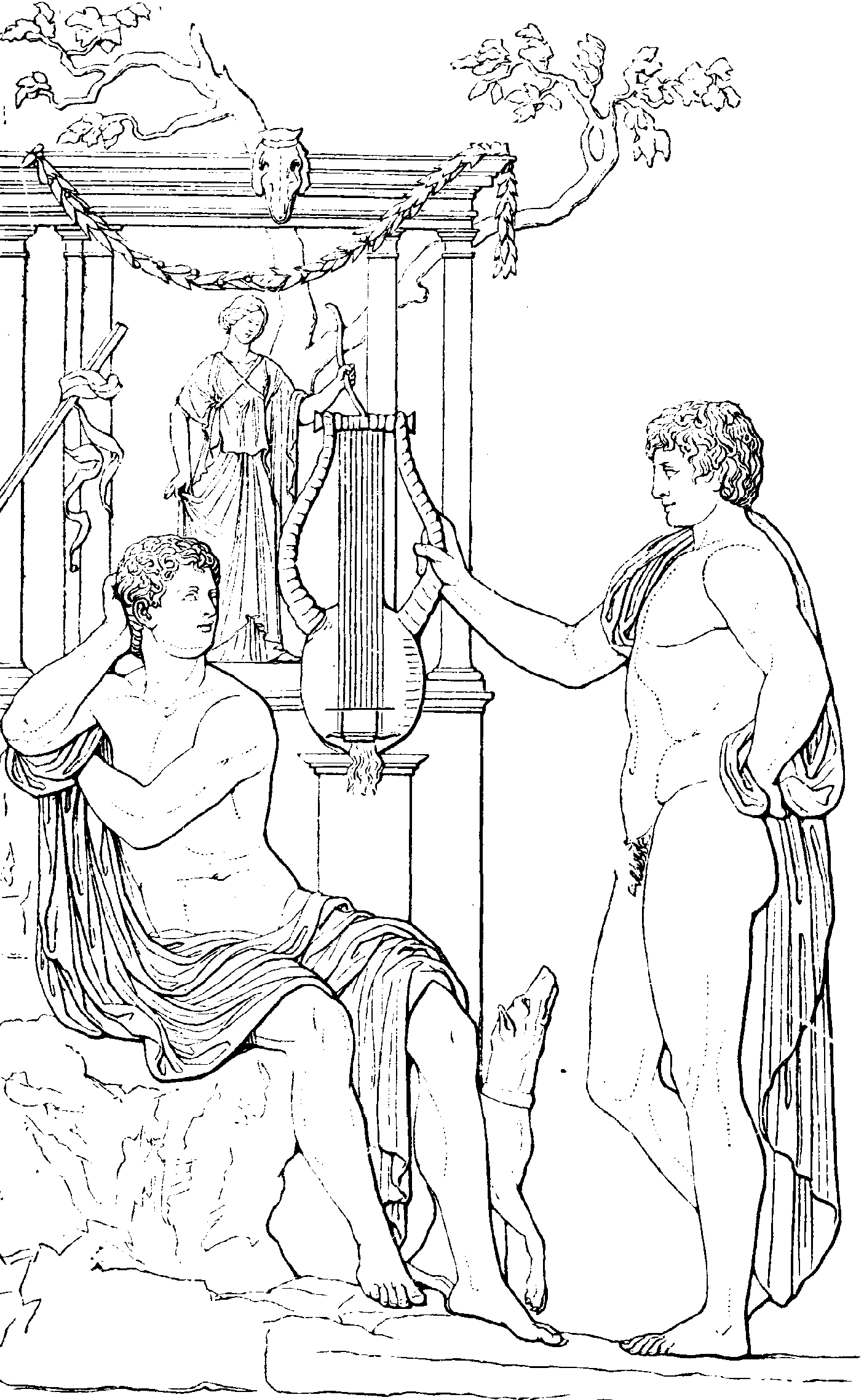
Amphion und Zethos

Amphion (altgriechisch Ἀμφίων Amphíōn) ist in der griechischen Mythologie ein Sohn der Antiope und des Zeus oder des Epopeus, der Zwillingsbruder von Zethos und mit diesem der Herrscher über Theben sowie der Gatte von Niobe, der Tochter des Tantalos.

## Kindheit
Amphion und Zethos wurden, nachdem sie in einem Gebüsch am Wegrand bei der Stadt Eleutherai geboren worden waren, von ihrem Onkel Lykos, dem König von Theben, das damals noch Kadmeia genannt wurde, auf dem Berge Kithairon ausgesetzt. Sie wurden von Hirten aufgefunden und aufgezogen.
Amphion, der Hermes einen Altar errichtet hatte, wurde von dem Gott mit einer viersaitigen Leier beschenkt und ergänzte diese um weitere Saiten, so dass sie derer sieben besaß, wie es bei den Lydiern üblich war, denn seine Gattin stammte von dort. Nach Plinius erfand Amphion den Lydius modus, eine Tonart, die etwa dem Dur entspricht. Von Zethos, der sich der Jagd und Viehzucht widmete, wegen seiner Hinwendung zur Musik oft verspottet, erwies sich seine Begabung später beim Bau der Unterstadt von Theben allerdings den Talenten des Zethos überlegen: Die Steine fügten sich bei seinem Lyraspiel von selbst zusammen, und aus diesem Grund wurde die Stadtmauer auch mit sieben Toren erbaut.

## Kampf um Theben
Die beiden Brüder, die Euripides die Dioskuren mit weißen Pferden nannte, siedelten in Eutresis bei Thespiai und befestigten die Stadt mit einer Mauer. Ihre Mutter, die von Lykos gefangen gehalten wurde, konnte entfliehen und kam nach Eutresis. Als Antiope Amphion und Zethos als ihre Söhne wiedererkannte und von ihrer Misshandlung berichtete, sammelten sie ein Heer, um Rache an Lykos zu nehmen. Sie eroberten Kadmeia, töteten Lykos und Dirke und vertrieben Laios. Nach einer anderen Version hatten sie Laios vorher in Sicherheit gebracht, damit dieser nicht zu Schaden komme. Sie umgaben die Unterstadt von Kadmeia mit einer Mauer und nannten diese Theben und Amphion herrschte gemeinsam mit Zethos über Theben.

## Familie und Tod
Laut der Bibliotheke des Apollodor hatte Amphion mit Niobe vierzehn Kinder, sieben Söhne: Sipylos, Eupinitos, Ismenos, Damasichthon, Agenor, Phaidimos, Tantalos und sieben Töchter: Ethodaia oder Neaira, Kleodoxa, Astyoche, Phthia, Pelopia, Astykrateia und Ogygia. Nach Hesiod sollen es 10 Söhne und 10 Töchter, nach Herodot 2 Söhne und 4 Töchter und nach Homer 6 Söhne und 6 Töchter gewesen sein. Als weitere Kinder werden noch Amphion, Amyklas und Meliboia angeführt. Jedoch alle Kinder bis auf Amyklas und Meliboia, genannt Chloris, wurden getötet. Da sich Niobe ihrer großen Fruchtbarkeit gerühmt und Leto, die Geliebte des Zeus verspottet hatte, wurden die Töchter von Artemis und die Söhne von Apollon getötet. Nach Pausanias waren sie an der Pest gestorben und die Leichname sind auf einem Scheiterhaufen verbrannt worden. Amphion brachte sich entweder selbst um, wurde von Apollon gemeinsam mit seinen Söhnen getötet – oder auch erst, als er von Gedanken an Rache getrieben einen Tempel des Apollon überfiel.

## Weitere Überlieferungen

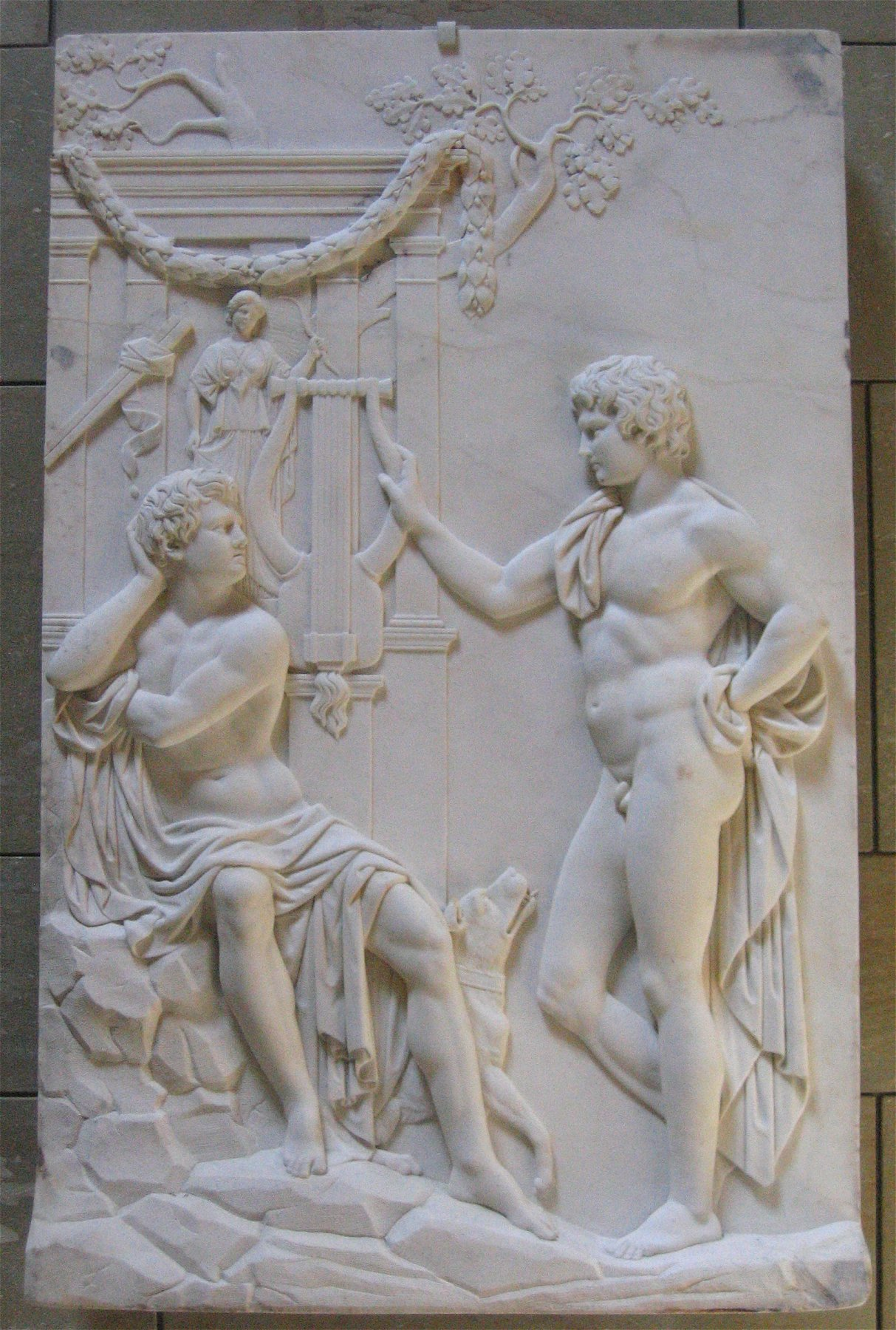
Julius Troschel: Zethus und Amphion (1840/50), Neue Pinakothek.

Amphion wurde mit seinem Bruder zusammen in Theben begraben. Der Grabhügel wurde mit Steinen umgeben, die seinem Lyraspiel gefolgt waren. Nach einer Weissagung des Spruchdichters Bakis sollten die Leute von Tithorea Erde von diesem Grab zur Zeit des Durchgangs der Sonne durch das Sternbild des Stieres holen. Das Verstreuen dieser Erde auf dem Grab der Antiope, das sich in Tithorea befand, würde ihnen Fruchtbarkeit bringen. Aus diesem Grund bewachten die Thebaner das Grab zu dieser Zeit.
In Platons Gorgias vergleicht Sokrates seine Rede wider Kallikles mit der Rede des Amphion gegen Zethos (Gorgias, 506b).
Der Name Amphion soll nach Robert von Ranke-Graves „beschützt vom Mond“ oder „mit dem Mond auf beiden Seiten“ bedeuten und ihn in die Nähe der Dreifachen Göttin rücken, die in der Luft, auf der Erde und in der Unterwelt herrscht. Das Leierspiel beim Bau der Stadtmauern sollte demnach auch deren Türme, Tore und Grundmauern mit dem Schutz der Göttin versehen. Deshalb glaubt Ranke-Graves auch, dass die Leier nur drei Saiten gehabt haben kann.
Amphion wird oft zusammen mit Orpheus genannt. Beide sollen mit ihrer Musik wilde Tiere bezaubert und gezähmt haben. Eine frühe opernartige Aufführung in Düsseldorf aus Anlass der Heirat von Johann Wilhelm von Jülich-Kleve-Berg trug den Titel Orpheus und Amphion.